# Камалов, Сабир Камалович (историк)
Сабир Камалович Камалов (узб. Sobir Kamolov; 10 сентября 1924 — 1 февраля 2009) — советский и каракалпакский историк, доктор исторических наук, профессор, академик Академии наук Узбекистана. Ученик Т. А. Жданко.

## Биография
Родился 10 сентября 1924 года в селе Карабуга (ныне — на территории современного хозяйства им. А.Досназарова Караузякского района Республики Каракалпакстан).
В августе 1942 года окончил Ходжейлийское педагогическое училище и был призван в Красную Армию. До мая 1943 года проходил обучение в Харьковском военно-пехотном училище, располагавшемся в городе Намангане. До июля 1943 года служил в Бухаре, затем был призван на фронт. Был командиром стрелкового взвода 8-й роты 30-го Хасанского стрелкового полка 102-й Дальневосточно-Новгород-Северской стрелковой дивизии 48-й армии. На 1-м Белорусскиом фронте 22 сентября 1943 года в бою у деревни Красная Лоза на Гомельском направлении получил тяжёлое ранение в левое плечо и лопатку. После лечения был уволен из ВС Союза ССР по ранению и с 1944 года работал в Каракалпакии школьным военруком.
В 1948 году окончил Каракалпакский государственный педагогический институт. В 1953 году защитил кандидатскую диссертацию. В 1957—1961 годах был ректором Каракалпакского государственного педагогического института. В 1969 году защитил докторскую диссертацию. В 1979 году был избран академиком АН УзССР. Являлся Председателем Президиума Каракалпакского филиала Академии наук Узбекистана в 1961—1996 годах. В 1984—1998 годах был членом Президиума Академии наук Узбекистана.
Специалист по истории, этнографии и культуре каракалпаков. Изучал взаимоотношения каракалпаков с другими народами Средней Азии и с Россией. Автор более 300 научных работ.

## Награды
- Заслуженный деятель науки Каракалпакской АССР[4]
- Заслуженный деятель науки Узбекской ССР[4]
- Государственная премия имени Бердаха[5]
- Медаль «За боевые заслуги»[4]
- Медаль «За победу над Германией в Великой Отечественной войне 1941—1945 гг.»[4]
- Медаль «За доблестный труд в Великой Отечественной войне 1941—1945 гг.»[4]
- Медаль «Жасорат» (1994)[6]
- Медаль «Шухрат» (1994)[6]

## Сочинения
- Каракалпаки в XVIII—XIX веках, Т., 1968;
- Из истории взаимоотношений каракалпаков с другими народами Средней Азии и Казахстана в XVIII — начале XIX в. (в соавторстве), Т., 1988.